# Funny, Funny
Funny, Funny är en poplåt komponerad av Nicky Chinn och Mike Chapman. Låten utgavs som singel i januari 1971 av den brittiska glamrockgruppen Sweet och kom att bli deras första hit. Den nådde hög placering på flera europeiska länders singellistor, men framgången uteblev i USA. Sweet kom senare att spela mer glamrock och hårdrocksinriktad musik, men deras tidiga låtar som denna drog mer åt tuggummipop. Chapman har sagt att låten är kraftigt inspirerad av The Archies hitlåt "Sugar, Sugar". Låten fanns senare 1971 med på deras studioalbum Funny How Sweet Co-Co Can Be.

## Listplaceringar
| Lista (1971)   | Position              |
| -------------- | --------------------- |
| Danmark        | 1 (DR "Top 10")       |
| Finland        | 5                     |
| Irland         | 7                     |
| Nederländerna  | 1                     |
| Norge          | 2 (VG-lista)          |
| Spanien        | 12                    |
| Storbritannien | 13 (UK Singles Chart) |
| Sverige        | 1 (Kvällstoppen)      |
| Sverige        | 1 (Tio i topp)        |
| Västtyskland   | 5                     |